# Deir Abu Mash'al
Deir Abu Mash'al (àrab: دير ابو مشعل, Dayr Abū Maxʿal) és una vila palestina en la governació de Ramal·lah i al-Bireh al centre de Cisjordània, situada 24 kilòmetres a l'oest de Ramal·lah. Segons l'Oficina Central d'Estadístiques de Palestina (PCBS), tenia 4.507 habitants en 2016.